# 頴娃大川駅
頴娃大川駅（えいおおかわえき）は、鹿児島県南九州市頴娃町別府にある、九州旅客鉄道（JR九州）指宿枕崎線の駅である。駅アイコンは「キス釣り」。

## 歴史
- 1963年（昭和38年）10月31日：国鉄指宿枕崎線の駅として開設[1][2]。旅客のみ取扱う無人駅[3]。
- 1987年（昭和62年）4月1日：国鉄分割民営化に伴い、JR九州の駅となる[1]。

## 駅構造
単式ホーム1面1線を有する地上駅。無人駅である。

## 利用状況
- 2015年度の1日平均乗車人員は7人である。以前は土曜に当駅発着区間列車も設定されていた。

| 年度 | 1日平均 乗車人員 | 1日平均 乗降人員 |
| ---- | ---------------- | ---------------- |
| 2007 | 12               | 24               |
| 2008 | 11               | 22               |
| 2009 | 13               | 27               |
| 2010 | 13               | 26               |
| 2011 | 9                | 19               |
| 2012 | 7                | 15               |
| 2013 | 4                | 8                |
| 2014 | 2                | 5                |
| 2015 | 7                | 15               |

## 駅周辺
- 国道226号
- 南薩大川郵便局
- 射楯兵主神社（別名・釜蓋神社。1駅前の水成川駅まで海岸経由遊歩道「シーホーウォーク」が形成されており、同神社の他番所鼻自然公園等の景勝地に行ける）

## 隣の駅
九州旅客鉄道（JR九州）
■指宿枕崎線
水成川駅 - 頴娃大川駅 - 松ケ浦駅